# Шамба, Сергей Миронович
Сергей Миронович Шамба (абх. Сергеи Мирон-иҧа Шамба; род. 15 марта 1951, Гудаута) — абхазский политический и государственный деятель, премьер-министр Республики Абхазия (2010—2011), секретарь Совета безопасности Республики Абхазия (28 июля 2020 — 6 августа 2024). Министр иностранных дел Абхазии (2024—2025).

## Биография
Родился 15 марта 1951 года в Гудауте. Учился в Сухумской средней школе № 10.
В 1973 году окончил исторический факультет Тбилисского государственного педагогического института. В 1975 году был призван в ряды Вооружённых Сил СССР и до 1976 года служил городе Чимкенте, в Казахстане.
С 1976 по 1990 годы работал в Абхазском институте языка, литературы и истории (Институт Гуманитарных Исследований) научным сотрудником и учёным секретарем. Защитил кандидатскую диссертацию на тему: «Монетное обращение в древней и средневековой Абхазии». Принимал участие в многочисленных археологических экспедициях и раскопках на территории Абхазии. Впервые им был монографически исследован и опубликован богатый нумизматический материал с VI по VIII века н. э., хранящийся в Абхазском Государственном музее.
В 1998 году защитил докторскую диссертацию в Ереванском институте археологии по теме: «Политическое, социально-экономическое и культурное положение древней и средневековой Абхазии по данным археологии и нумизматики (VI в. до н. э. — XIII в. н. э.)».

## Политическая деятельность
17 июня 1988 года в числе 60 представителей абхазской интеллигенции подписал «Абхазское письмо», адресованное президиуму XIX Всесоюзной партконференции КПСС, ставшее манифестом и впервые определившее конкретные цели абхазского национального возрождения.
В марте 1990 года был избран Председателем общественно-политического движения «Айдгылара», на этом посту продолжил дело основателя (1988) и первого лидера «Народного форума» писателя Алексея Голуа.
Являлся членом Президиума Верховного Совета Абхазии.
С февраля 1992 по ноябрь 1996 года — Председатель комиссии по науке, культуре и образованию Парламента Республики Абхазия. Одновременно с января 1993 по октябрь 1993 года занимал пост первого заместителя министра обороны Республики Абхазии, военного комиссара.
С марта 1996 по май 1997 года был назначен Председателем Фонда культуры Республики Абхазия.
С мая 1997 по июнь 2004 года — Министр иностранных дел Республики Абхазия. Указом Президента Республики Абхазия от 9 июля 2001 года присвоен ранг Чрезвычайного и Полномочного Посла.
В июне 2004 года подал в отставку, выставив свою кандидатуру на пост президента Абхазии. Один из основателей Социал-демократической партии Абхазии.
С 15 декабря 2004 года — вновь Министр иностранных дел Республики Абхазии.
В апреле 2007 года, когда госдеп США отказался выдать Шамба американскую визу для участия в заседании Совбеза ООН, российский постпред в ООН В.Чуркин назвал это «серьёзной политической ошибкой» и в знак протеста покинул зал заседаний Совбеза.
С февраля 2010 по сентябрь 2011 года — премьер-министр Республики Абхазия.
16 июня 2011 года выразил намерение участвовать в досрочных выборах Президента Республики Абхазия, намеченных на 26 августа 2011.
26 августа 2011 года — на президентских выборах в Абхазии занял второе место с результатом 21,04 % голосов (всего 22456 человек), уступив Александру Анкваб (54,86 % голосов), но опередив Рауля Хаджимба (19,83 % голосов).
27 сентября 2011 года, в соответствии с законом, подал новому главе государства прошение об отставке.
С 28 июля 2020 года по 6 августа 2024 года — секретарь Совета безопасности Республики Абхазия.
С 6 августа 2024 по 18 апреля 2025 года — министр иностранных дел Республики Абхазия.
Полковник запаса. Является автором четырёх книг, многочисленных монографий, публикаций научно-политического характера.

## Семья
- Жена — Шакая Белла Алексеевна, абхазка[11] (р. 1956);
  - Сын — Шамба Орхан (р.1975);
  - Дочь — Шамба Астанда (1980), замужем за племянником первого президента Абхазии В.Ардзинбы Баталом[12].
- Старший брат — Тарас Шамба (1938—2020), профессор, сопредседатель Российского конгресса народов Кавказа.

## Звания
- Академик Российской Академии Космонавтики им. К. Э. Циолковского (04.04.2005 г., прот. 2/78)
- Академик Международной Академии Духовного Единства Мира (30.09.2003 г.)
- Президент Ассоциации боевых искусств Абхазии, обладатель Чёрного пояса, первый дан

## Награды
- Орден «Честь и слава» II степени (2011, Абхазия)[13]
- Орден Почёта (2011, Южная Осетия)[14];
- Орден «Дружбы» (Указом Президента РЮО от 26.04.2006, № 54);
- Орден «За заслуги» II степени (Приднестровье, Указом Президента ПМР от 07.06.2006, № 6 2006 год)[15]
- Медаль «За службы на страже мира в ЮО» от 3.09.2002 г., № 232, № 176;
- Медаль «В ознаменование 15-летия РЮО» от 19.09.2005 г., № 88;
- Медаль «10 лет миротворческой миссии в Абхазии» Министерства обороны Абхазии от 28.09.2004, № 163.
- Нагрудный знак Института стран СНГ «За научные исследования и поддержку соотечественников» от 06.04.2006, № 16;
- Наградный знак «Миротворческая миссия в Абхазии» (Министерство обороны РФ[источник не указан 5248 дней]),
- Наградный знак «Защитнику отечества» (Министерства обороны РФ[источник не указан 5248 дней]).
- Нагрудный знак МИД России «За вклад в международное сотрудничество» (2011 год)[16]